# Благовещенская, Наталия Сергеевна
Наталия Сергеевна Благовещенская (1918—1996) — советский и российский учёный-оториноларинг-отоневролог, доктор медицинских наук (1960), профессор (1968). Заслуженный деятель науки РСФСР (1979).

## Биография
Родилась 25 июля 1918 году в городе Саратове в семье врача-отоларинголога.
В 1941 году закончила Первый Московский медицинский институт.
С 1941 года поступила в ординатуру клиники уха, носа и горла при 1-го ММИ. С 1941 по 1944 годы после эвакуации клиники, осталась в Москве и работала — врачом-отоларингологом в 6-й Басманной поликлинике.
С 1944 по 1996 годы работала в НИИ нейрохирургии АМН СССР: с 1944 по 1959 годы — ординатор, аспирант и младший научный сотрудник Отоневрологического отделения, с 1959 по 1996 годы — старший научный сотрудник, заведующий Группой отоневрологических исследований.
С 1946 по 1949 годы обучалась в аспирантуре, после чего защитила кандидатскую диссертацию, в 1960 году защитила докторскую диссертацию. В 1968 году ей было присвоено звание — профессора.
Основные научные труды Н. С. Благовещенской были посвящены клинике, диагностике и хирургическому лечению сочетанных заболеваний уха и мозга. Совместно с нейрохирургами и радиологами впервые в СССР осуществила трансназальный — транссфеноидальный подход к клиновидной пазухе и гипофизу под контролем рентгеновского телеэкрана. Н. С. Благовещенская изучала слуховые, вестибулярные, обонятельные нарушения при поражении их на различном уровне, отоневрологическую симптоматику при сосудистых поражениях и черепно-мозговой травме, воспалительных процессах оболочек головного мозга, эпилепсии и опухолях головного мозга. В 1979 году Н. С. Благовещенской за научные достижения было присвоено почётное звание — Заслуженный деятель науки РСФСР.
Н. С. Благовещенская была членом Правлений Московского, Всероссийского и Всесоюзного научных медицинских оториноларингологических обществ и редколлегии журнала «Вестник оториноларингологии».
Умерла 7 ноября 1996 года в Москве. Похоронена в Москве на Николо-Архангельском кладбище.

## Основные труды
- Благовещенская Н. С. Слуховые и вестибулярные нарушения в клинике опухолей задней черепной ямки / Акад. мед. наук СССР. — Москва : [б. и.], 1959 г. — 26 с.
- Благовещенская Н. С. Топическое значение нарушений слуха, вестибулярной функции, обоняния и вкуса при поражениях головного мозга / Акад. мед. наук СССР. — Москва : Медгиз, 1962 г. — 272 с.
- Благовещенская Н. С. Отоневрологическая симптоматика в клинике опухолей головного мозга / Н. С. Благовещенская ; Акад. мед. наук СССР. — Ленинград : Медицина. Ленингр. отд-ние, 1965 г. — 255 с.
- Благовещенская Н. С. Электронистагмография при очаговых поражениях головного мозга / Акад. мед. наук СССР. — Ленинград : Медицина. Ленингр. отд-ние, 1968 г. — 170 с.
- Благовещенская Н. С. Сочетанные поражения лобных пазух и мозга [Текст] / Акад. мед. наук СССР. — Москва : Медицина, 1972 г. — 272 с.
- Благовещенская Н. С. Отоневрологические симптомы и синдромы / Н. С. Благовещенская. — М. : Медицина, 1981 г. — 327 с.
- Благовещенская Н. С. Вкус и его нарушения при заболеваниях уха и мозга / Н. С. Благовещенская, Н. З. Мухамеджанов. — М. : Медицина, 1985 г. — 158 с.
- Благовещенская Н. С. Справочник по неврологии / Н. В. Верещагин, Л. К. Брагина, Н. С. Благовещенская и др.; Подред. Е. В. Шмидта, Н. В. Верещагина. — 3-е изд., перераб. и доп. — М. : Медицина, 1989 г. — 496 с. — 250000 экз. — ISBN 5-225-01584-0
- Благовещенская Н. С. Отоневрологические симптомы и синдромы / Н. С. Благовещенская. — 2-е изд., доп. и перераб. — М. : Медицина, 1990 г. — 430 с. — ISBN 5-225-00706-6

## Награды

### Звания
- Заслуженный деятель науки РСФСР (1979)